# NetOwl
NetOwl es una suite de productos de análisis de texto e identidades multilingües que analiza big data en forma de datos de texto (informes, web, medios sociales, etc.) así como datos estructurados de entidades sobre personas, organizaciones, lugares y cosas. 
NetOwl utiliza enfoques basados en la inteligencia artificial (IA), incluidos el procesamiento del lenguaje natural (NLP), el aprendizaje automático (ML) y la lingüística computacional, para extraer entidades, relaciones y eventos; realizar análisis de sentimientos; asignar latitud/longitud a las referencias geográficas en el texto; traducir nombres escritos en idiomas extranjeros; realizar la coincidencia de nombres y la resolución de identidades. Los usos de NetOwl incluyen búsqueda y descubrimiento semánticos, análisis geoespacial, el análisis de inteligencia, el enriquecimiento de contenidos, la supervisión del cumplimiento de la normativa, la supervisión de las ciberamenazas, la gestión de riesgos y la bioinformática.

## Historia
El primer producto de NetOwl fue NetOwl Extractor, que se lanzó inicialmente en 1996. Desde entonces, Extractor ha añadido muchas capacidades nuevas, como la extracción de relaciones y eventos, la categorización, la traducción de nombres, el geoetiquetado y el análisis de sentimientos, así como la extracción de entidades en otros idiomas. Posteriormente se añadieron otros productos a la suite NetOwl, concretamente TextMiner, NameMatcher y EntityMatcher.
NetOwl ha participado en varios eventos de evaluación comparativa de software de análisis de textos y entidades patrocinados por terceros. NetOwl Extractor fue el sistema de extracción de entidades con nombre mejor valorado en la Conferencia de Comprensión de Mensajes MUC-6 patrocinada por DARPA y el sistema de extracción de enlaces y eventos mejor valorado en MUC-7. También fue el sistema con mayor puntuación en varias de las tareas de evaluación de extracción automática de contenidos (ACE) patrocinadas por el NIST. NetOwl NameMatcher fue el sistema mejor valorado en el MITRE Challenge for Multicultural Person Name Matching.

## Productos
La suite NetOwl incluye, entre otros, los siguientes productos de análisis de textos y entidades:

### Análisis de texto
NetOwl Extractor realiza la extracción de entidades de textos no estructurados mediante procesamiento de lenguaje natural (NLP), aprendizaje automático (ML) y lingüística computacional. Extractor también realiza la extracción de relaciones semánticas y eventos,  así como el geoetiquetado de textos. Se utiliza para una variedad de fuentes de datos que incluyen tanto fuentes tradicionales (por ejemplo, noticias, informes, páginas web, correo electrónico) como medios sociales (por ejemplo, Twitter, Facebook, chats, blogs). Se ejecuta en una variedad de plataformas de análisis de Big Data, incluyendo Apache Hadoop y la tecnología High-Performance Computer Cluster (HPCC) de LexisNexis. Se ha integrado con varias herramientas analíticas de terceros, como Esri ArcGIS y Google Earth/Maps.

### Análisis de identidad
NetOwl NameMatcher y EntityMatcher realizan la coincidencia de nombres y la resolución de identidades para grandes bases de datos de entidades multiculturales y multilingües utilizando enfoques de aprendizaje automático (ML) y lingüística computacional. Se utilizan para aplicaciones como antilavado de dinero (AML), listas de vigilancia, cumplimiento normativo, detección de fraude, etc.